# Assassinato de Angie Zapata
Angie Zapata (5 de agosto de 1989 – 17 de julho de 2008) foi uma mulher transgênero americana brutalmente assassinada em Greeley, Colorado. Seu assassino, Allen Andrade, foi condenado por assassinato em primeiro grau e por cometer um crime de ódio, pois a matou após descobrir que ela era transgênero. O caso foi o primeiro nos Estados Unidos a resultar em uma condenação por crime de ódio envolvendo uma vítima transgênero, em 2009. A história e o assassinato de Zapata foram destaque no programa de televisão Aquí y Ahora da Univision em 1º de novembro de 2009.

## Vida pregressa
Zapata nasceu em 5 de agosto de 1989, em Brighton, Colorado. Desde cedo, Zapata era feminina e expressava atração por meninos. No ensino fundamental, Zapata revelou sua identidade de gênero feminina para a família e amigos próximos. Ela adotou o nome "Angie" entre a família, enquanto se apresentava como masculino em público. Aos 16 anos, começou a viver em tempo integral como mulher.
Zapata tinha três irmãs e um irmão mais velho, Gonzalo. Sua família era solidária, embora sua mãe temesse por sua segurança.

## Assassinato e julgamento
Zapata tinha 18 anos quando conheceu Allen Andrade (com 31 anos na época) por meio da rede social de celular MocoSpace. Segundo Andrade, os dois se encontraram em 15 de julho de 2008 e passaram quase três dias juntos, período em que Zapata realizou sexo oral em Andrade, mas recusou deixá-lo tocá-la. Andrade suspeitou que Zapata era transgênero após ver fotografias dela e confirmou isso ao agarrar seus genitais após confrontá-la, ao que ela respondeu "Sou toda mulher".
Ele então começou a agredi-la — primeiro com os punhos e depois com um extintor de incêndio — até que ela estivesse morta. Zapata tentou se sentar e "gorgolejou", mas Andrade a golpeou na cabeça novamente para garantir que estava morta.
Na declaração de prisão, Andrade disse que achava que tinha "matado isso" antes de fugir no carro de Zapata com a arma do crime e outras evidências incriminadoras. Andrade foi preso perto de sua residência dirigindo o carro de Zapata.
A possibilidade de processar o caso como um crime de ódio foi defendida pela família de Zapata. O julgamento começou em 16 de abril de 2009. Durante o julgamento, o júri ouviu conversas de prisão nas quais Andrade disse a uma namorada que "coisas gays devem morrer". Parte da confissão de Andrade foi considerada inadmissível, pois a polícia ignorou sua tentativa de invocar seu direito de permanecer em silêncio.
Em 22 de abril de 2009, Andrade foi considerado culpado por assassinato em primeiro grau, crimes de ódio, roubo de veículo agravado e roubo de identidade. Ele foi condenado à prisão perpétua sem possibilidade de liberdade condicional. Como Andrade tinha seis condenações anteriores por crimes, o juiz o classificou como "criminoso habitual" em seu julgamento de sentença em 8 de maio de 2009 pelos crimes de ódio e roubo, o que acrescentou mais 60 anos à sua sentença.

## Homenagens
O romance de 2011 The Butterfly and the Flame de Dana De Young foi dedicado, em parte, à memória de Zapata.
Ozomatli faz referência a Zapata em sua música "Gay Vatos in Love", no álbum de 2010 Fire Away.